# Алтунташ
Абу-Саид Алтунташ (ум. 1032) — хорезмшах и военачальник Газневидского государства.

## Биография
О происхождении ничего неизвестно. Вероятно был выходцем одного из тюркских племен, проживавших на востоке Мавераннахра. 
Свою службу начинал при Себук-тегине, укрепившем Газневидское государство, которым был назначен «главой гвардии». В 1008 году Алтунташ победил в битве при Шархияне (близ Балха), где газневидские войска нанесли поражение Караханидам.
В 1011 году султан Махмуд Газневи стал наместником Герата, а шесть лет спустя участвовал в походе на Хорезм, который удалось покорить и присоединить к Газневидскому государству. После этого Алтунташ становится наместником завоеванных земель с титулом «хорезмшах». Своей ставкой сделал Кят (старинную хорезмийскую столицу), но затем перенес ее в Ургенч. При этом поставил своего сына замещать себя в Герате. В Хорезме Алтунташ нанес поражение огузам и карлукам, ворвавшимся в пределы Хорезма, а затем совершил поход на юг Мангышлака.
В 1024 году сыграл важную роль в успешном походе Махмуда Газневи против Али-тегина, караханидского властителя Мавераннахра. Был захвачен Самарканд, откуда с трофеями Алтунташ вместе с Махмудом Газневи вернулся в Хорасан. В последующие годы с успехом действовал против огузов.
В 1030 году с восхождением на трон Масуда Газневи пытался проводить собственную политику ввиду переноса внимания нового газневидского властителя на юг и Пенджаб.
В 1032 году ворвался в Мавераннахр, где пытался свергнуть Али-тегина. Захватил Бухару, однако битва при Дабусии оказалась неудачной. Алтунташ получил смертельное ранение и вскоре скончался. Его сын Гарун сумел стать правителем Хорезма лишь в 1034 году.